# كارل ثيوبالد
كارل ثيوبالد (بالإنجليزية: Karl Theobald)‏ هو ممثل بريطاني، ولد في 5 أغسطس 1969 في المملكة المتحدة.

## أعمال

### أفلام
- (2014) موردكاي[4]

## وصلات خارجية
- كارل ثيوبالد على موقع IMDb (الإنجليزية)
- كارل ثيوبالد على موقع قاعدة بيانات الفيلم (الإنجليزية)